# Roger Revelle
Roger Randall Dougan Revelle, plus communément nommé Roger Revelle (né à Seattle le 7 mars 1909 et mort le 15 juillet 1991 à San Diego) est un océanographe et érudit américain, qui a joué un rôle déterminant dans les années de création de l'université de Californie à San Diego. 
Il fut surtout l'un des premiers scientifiques à étudier le passé climatique et à en tirer des éléments prospectifs sur le réchauffement climatique planétaire ainsi que le mouvement de la tectonique des plaques terrestre, grâce aux premières données sédimentologiques et océanographiques qu'il a contribué à acquérir dans les années 1940-1950. Il fut le professeur d'Al Gore en 1967 à Harvard et lui inspira presque quarante ans plus tard le film Une vérité qui dérange où un passage lui est dédié.
Revelle, qui mesurait environ 1,90 mètre, est souvent désigné sous le nom de « géant scientifique », littéralement et figurativement. 

## Biographie

### Enfance, adolescence et jeunesse
Roger Randall Dougan Revelle est né le 7 mars 1909 à Seattle de William Roger Revelle et d'Ella Dougan.

Il grandit en Californie du Sud, à Pasadena.

C'est un élève brillant qui entame une carrière académique précoce. En 1925, à 16 ans, intéressé par le journalisme, il entre au Pomona College, mais se tourne rapidement vers la géologie.

En 1928, à 19 ans, il rencontre Ellen Virginia Clark, étudiante dans une université pour filles (Scripps College) et petite nièce de la fondatrice du Scripps College Ellen Browning Scripps. Ils se marient en 1931 ; il a 22 ans.

### Début de carrière: scientifique dépendant de l'État
Diplômé en géologie du Pomona College en 1929, il entre à l'université de Californie à Berkeley avec l'intention de poursuivre ses études de géologie, mais il s'intéresse de plus en plus aux océans et à l'histoire de la planète. Il y recevra un Ph.D. en océanographie. En 1931, sur recommandation du Pr George Louderback, il devient assistant de recherche en océanographie à l'Institut d'océanographie Scripps (ou SIO pour « Scripps Institution of Oceanography »), l'un des plus importants au monde, basé à La Jolla en (Californie).

En 1936, après avoir achevé sa thèse portant sur l'étude d'échantillons de sédiments marins collectés dans l'océan Pacifique par la CARNEGIE lors de sa septième expédition, il obtient son doctorat et est immédiatement nommé professeur (instructeur) en océanographie à l'Institut d'océanographie Scripps (SIO) à San Diego où il réalisera nombre de ses premiers travaux d'océanographie.

Au SIO, Revelle a participé à plusieurs expéditions en mer sur le SCRIPPS (petit navire de recherche de l'institut) mais aussi comme invité sur les navires de l'US Coast et de levés géodésiques et de la Marine américaine.

### La guerre...
Durant la Seconde Guerre mondiale il sera océanographe dans l'US Navy et sert en tant que commandant de la section océanographique du Bureau des navires (Bureau of Ships), avant de devenir chef de leur branche « géophysique » en 1946.

### Après-guerre
Les années suivant la fin de la guerre, il collaborera, ainsi qu'une partie de son équipe, avec le ministère de la défense dans le suivi des essais atomiques (impacts sur les vagues : on craignait alors la création d'un tsunami). 
Il rentre au Scripps en 1948 où il sera directeur de l'Institut d'océanographie Scripps de 1950 (1951 ?, cf. bibliographie de la NASA) à 1964. 
Dans le climat de guerre froide et de maccarthisme, alors qu'il est prié de faire un serment anti-communiste, il s'oppose au corps enseignant UC faculty.
Il inaugure le statut de président du premier comité sur les changements climatiques et l'océan, le (CCCO), Committee on Climate Change and the Ocean, sous les directives du Scientific Committee on Ocean Research (SCOR) et de l'Intergovernmental Oceanographic Commission (IOC).
Il a enfin été conseiller scientifique du Secrétaire à l'Intérieur Stewart Lee Udall, Science Advisor to Interior Secretary Udall, sous l'administration Kennedy au début des années 1960.
Durant cette carrière d'administrateur, Revelle a accepté divers postes et nominations, dont celle de président du Groupe d'étude sur l'océanographie de l'US National Commission et de l'Année géophysique internationale (AGI). Durant la période de planification de l'AGI, le Scripps est désigné comme participant, puis pilote du Programme sur le dioxyde de carbone atmosphérique. 
C'est en juillet 1956, que Charles David Keeling rejoint l'équipe du Scripps pour diriger le programme et commence des mesures continues de la teneur de l'atmosphère en CO2 à l'observatoire de Mauna Loa, à Hawaï, et en Antarctique. Revelle, de plus en plus intéressé par ce programme, fait une priorité de l'étude de l'ensemble du cycle du carbone et de la solubilité du carbonate de calcium, accumulant des données qui servent encore au GIEC et à de nombreux chercheurs.

Revelle a joué un rôle-clé dans la création du International Geophysical Year en 1958.

### Précurseur sur l'origine humaine du réchauffement planétaire

Taux de dans l'atmosphère, mesuré à Mauna Loa depuis environ 60 ans, à l'initiative de Roger Revelle, par Charles David Keeling qui a donné son nom à cette « courbe de Keeling » (Keeling Curve)

Après les chimistes et géochimistes dont Svante August Arrhenius, grand-père de Gustaf Olof Svante Arrhenius que Revelle a embauchés dans son équipe, et après que dans les années 1930, Guy Stewart Callendar ait remis à jour la théorie selon laquelle l'émission anthropique de CO2 causerait une augmentation de la température moyenne planétaire, ce sont les océanographes qui se sont intéressés à l'impact du CO2 sur la planète.

Les océanographes à cette époque, comme les géochimistes avant eux, n'imaginent cependant pas encore les effets désastreux que pourraient avoir une élévation rapide de la température. Ils considèrent plutôt la question comme un intéressant problème scientifique, qui pourrait les aider à mieux comprendre la circulation entre les compartiments océaniques, par le suivi du CO2 dissous dans l'espace et dans le temps, comme ils sont intéressés par les retombées des essais nucléaires, dont les isotopes sont d'exceptionnels traceurs de la circulation de ces métaux et des courants et échanges entre couches thermohalines, Revelle et la plupart de ses collègues (qui travaillaient également occasionnellement pour le Département américain de la Défense, sous couvert du secret) voyaient dans le suivi du CO2 et des retombées radioactives de nouveaux moyens de faire des grandes expérience de géophysique et d'océanographie à échelle planétaire.
En 1957, Revelle a coécrit avec Hans Suess un article scientifique suggérant que les océans absorbent l'excès de dioxyde de carbone anthropique à un taux beaucoup plus lent que précédemment prévu par les géoscientifiques, suggérant de ce fait que les émissions de gaz humains pourraient accroître l'effet de serre en réchauffant la planète. Bien que d'autres articles dans le même journal traitent des niveaux de dioxyde de carbone, le papier de Suess-Revelle était « le seul des trois à souligner l'idée qu'une quantité croissante de CO2 est dégagée par la combustion d'énergie-fossile, et pour attirer l'attention sur le fait que cela pourrait causer un réchauffement planétaire. « The only one of the three to stress the growing quantity of CO2 contributed by our burning of fossil fuel, and to call attention to the fact that it might cause global warming over time ».
Revelle et Suess décrivent aussi un « effet tampon » (buffer factor, maintenant connu sous le nom de Revelle factor), qui est la capacité de la couche supérieure de l'océan à absorber de grandes quantités de CO2 via la chimie des bicarbonates, mais avec certaines limites. Essentiellement, pour entrer dans l'océan, le dioxyde de carbone doit être divisé en ions carbonates, bicarbonates à partir de l'acide carbonique (CO2 dissous dans l'eau) et du bicarbonate de soude, entre autres composés ioniques. Le produit de ces multiples facteurs de dissociation chimiques crée un genre de contre-pression qui limite l'absorption rapide du dioxyde de carbone à la surface océanique. 
Le programme s'est étoffé avec un programme de mesure du CO2 dissous dans les mers.
La géologie, géochimie, chimie atmosphérique et océanique se sont ainsi élevées à un des premiers exemples d'« integrated assessment », devenu 50 ans plus tard une branche entière de la science du réchauffement planétaire. Les scientifiques n'avaient cependant pas à cette époque pris toute la mesure des impacts de l'acidification des océans par le CO2 ni de la complexité écologique des cycles océaniques du carbone.

### Combats politiques et sociaux
Au début des années soixante, Revelle s'est battu pour établir un campus à l'université de San Diego, contre le comité de direction de l'université "UC University Board of Regents" qui aurait préféré étendre le campus de l'université de Californie à Los Angeles. Il a dû faire face aux politiciens locaux et aux hommes d'affaires de San Diego qui ont essayé de miner l'établissement d'un nouveau campus près du Scripps Research Institute à La Jolla en suggérant qu'il soit placé dans des sites moins optimaux à San Diego proprement dit, comme l'université d'État de San Diego ou dans le Balboa Park. La lutte de Revelle pour acquérir le foncier nécessaire au nouveau campus l'a opposé à Jonas Salk, et Revelle perdit une partie de ce qu'il appela le « meilleur morceau de terre » destiné à l'emplacement "Torrey Pines" d'un éventuel université de Californie à San Diego (UCSD)du jeune Salk Institute.  
Quant à "Scripps" et pendant la construction de l'UCSD, Revelle a également eu affaire à une communauté de La Jolla qui a refusé de louer ou vendre la propriété à des juifs. En plus de lutter contre les règles d'État antisémites immobilières de La Jolla, Revelle a aidé à trouver une subdivision de nouveaux logements pour les professeurs de Scripps, en partie parce que certains d'entre eux n'auraient pas été autorisés à habiter à La Jolla.

### Fin de carrière
Revelle abandonne Scripps en 1963 et fonde le « Center for Population Studies » à l'université Harvard. 

En 1976, il revient à l'UC San Diego comme professeur de science, technologie et des affaires publiques (STPA) - "Professor of Science, Technology and Public Affairs" - dans le département des sciences politiques de l'école.

Lors de sa dernière décennie à UCSD et SIO, Revelle continue à travailler et à enseigner. Au début des années 1980, il enseigne encore deux fois par an : des conférences pour étudiants préparant une licence STPA, en énergie et développement (principalement sur des problèmes en Afrique), le problème du dioxyde de carbone (connu maintenant comme étant à l'origine du réchauffement global), et la politique marine. Une crise cardiaque en 1990 l'a forcé à déplacer son cours du bureau de principal d'université Revelle au Scripps Institution, où il continua d'enseigner au programme de politique marine jusqu'à sa mort, l'année suivante. 
Revelle est mort à l'âge de 82 ans, à San Diego, le 15 juillet 1991 de complications cardiaques, laissant derrière lui son épouse, Ellen Scripps Revelle, trois filles, et un fils, ainsi que de nombreux petits-enfants.

## Distinctions et récompenses
- Médaille William-Bowie de l'Union américaine de géophysique, 1968
- Lauréat du prix Balzan pour l'océanographie/climatologie, 1986
- National Medal of Science[9] par le président George H. W. Bush (il est l'une des 500 personnes à l'avoir obtenu au XXe siècle), 1991

## Hommages
- La première université de San Diego UC[Quoi ?] a été appelée en son honneur « Roger Revelle College »
- Un nouveau navire de recherches du Scripps Institution est baptisé « R/V Roger Revelle »